# 大隅垂水郵便局
大隅垂水郵便局（おおすみたるみずゆうびんきょく）は鹿児島県垂水市にある郵便局。民営化前の分類では集配普通郵便局であった。

## 概要
住所：〒891-2199 鹿児島県垂水市栄町19
民営化直前の集配業務再編において、多くの集配普通郵便局は統括センターとなったが、当局は配達センターとされたため、民営化後も郵便事業株式会社の支店は併設されず、集配センターが併設された。

## 沿革
- 1874年（明治7年）12月16日 - 垂水郵便取扱所として開設[1]。
- 1875年（明治8年）1月1日 - 垂水郵便局（五等）となる。
- 1885年（明治18年）5月16日 - 為替・貯金取扱を開始。
- 1902年（明治35年）1月21日 - 垂水郵便電信局となる。
- 1903年（明治36年）4月1日 - 通信官署官制の施行に伴い垂水郵便局となる。
- 1960年（昭和35年）10月1日 - 特定郵便局から普通郵便局に局種別改定するとともに、大隅垂水郵便局に改称[2]。
- 1965年（昭和40年）2月11日 - 柊原郵便局および海潟郵便局から和文電報配達業務を移管。
- 1968年（昭和43年）10月27日 - 電話交換および和文電報配達業務を、鹿児島垂水電報電話局に移管。
- 1970年（昭和45年）7月6日 - 垂水市上町から同市栄町に移転。
- 1990年（平成2年）10月1日 - 新城郵便局から集配業務の一部[3]を移管。
- 2000年（平成12年）8月14日 - 外国通貨の両替および旅行小切手の売買に関する業務取扱を開始。
- 2007年（平成19年）10月1日 - 民営化に伴い、併設された郵便事業鹿児島支店大隅垂水集配センターに一部業務を移管。
- 2008年（平成20年） - 郵便事業鹿児島支店牛根集配センター（〒899-4699）の廃止に伴い、大隅垂水集配センターが取扱事務を承継。
- 2012年（平成24年）10月1日 - 日本郵便株式会社発足に伴い、郵便事業鹿児島支店大隅垂水集配センターを大隅垂水郵便局に統合。

## 取扱内容
- 郵便、印紙、ゆうパック、内容証明
- 貯金、為替、振替、振込、国際送金、国債、投資信託
- 生命保険、バイク自賠責保険、自動車保険
- 地方公共団体事務（垂水市入場券の販売）
- ゆうちょ銀行ATM
- 「891-21xx」「899-46xx」（垂水市の全域）の集配業務

## 周辺
- 垂水市役所
- 垂水港
- 鹿児島県立垂水高等学校
- 国道220号

## アクセス
- 大隅交通ネットワーク 市役所前停留所下車
- 駐車場あり：6台